# 갑상선종
갑상선종(甲狀腺腫, goitre, struma)은 정상 기능하지 않는 갑상샘의 확장으로 말미암아 목이나 후두 부위가 부풀어 오른 증상이다.
전 세계적으로 갑상선종의 90.54% 이상이 요오드 결핍에서 비롯한다.

## 크기
- 클래스 I: 눈으로 보이지 않으며 손으로 만져볼 때에만 발견된다.
- 클래스 II: 손으로 만져서 느낄 수 있으며 눈에 쉽게 보인다.
- 클래스 III: 크기가 매우 큰 편이다.

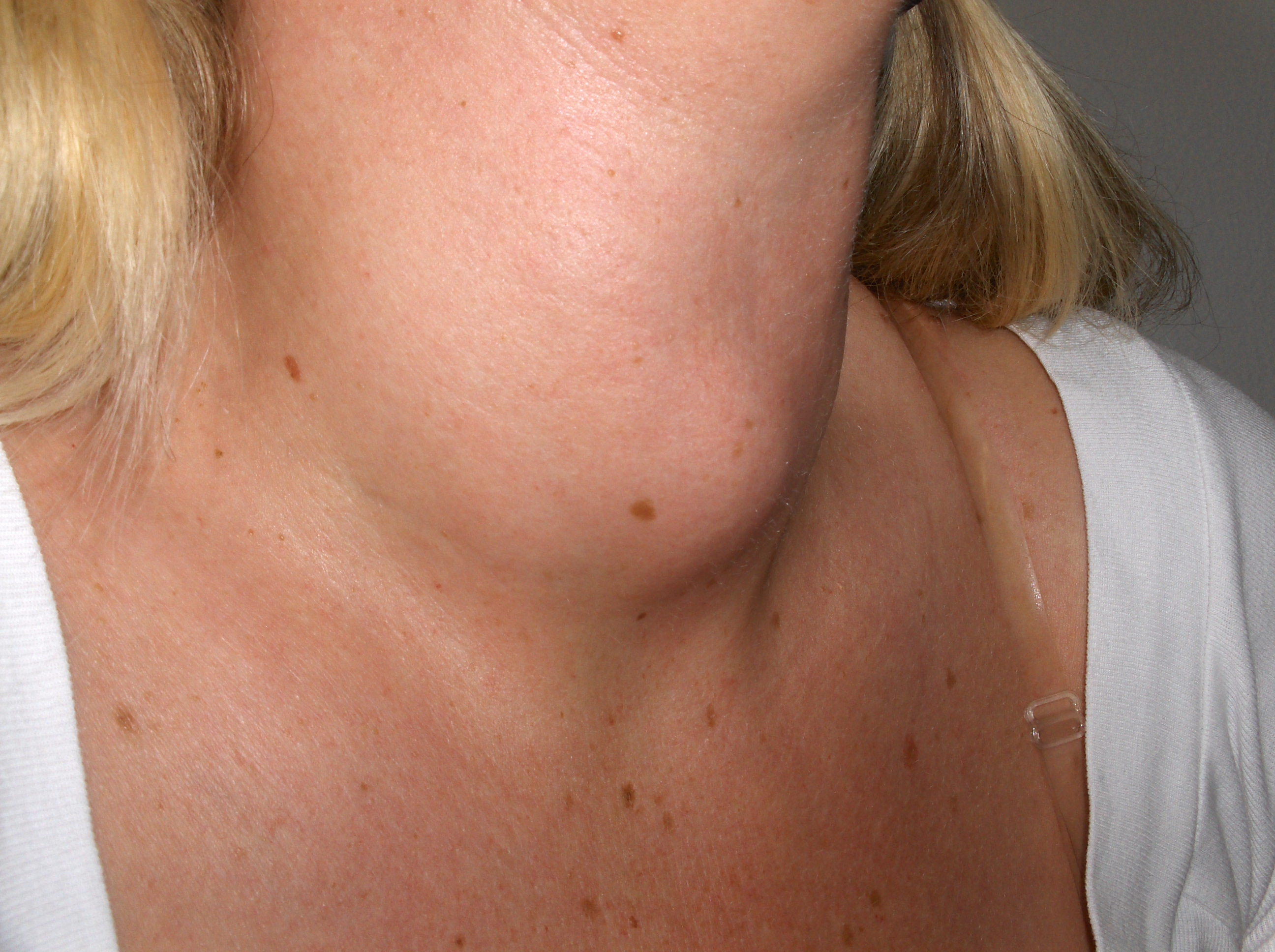
결절성갑상샘종 (클래스 II)
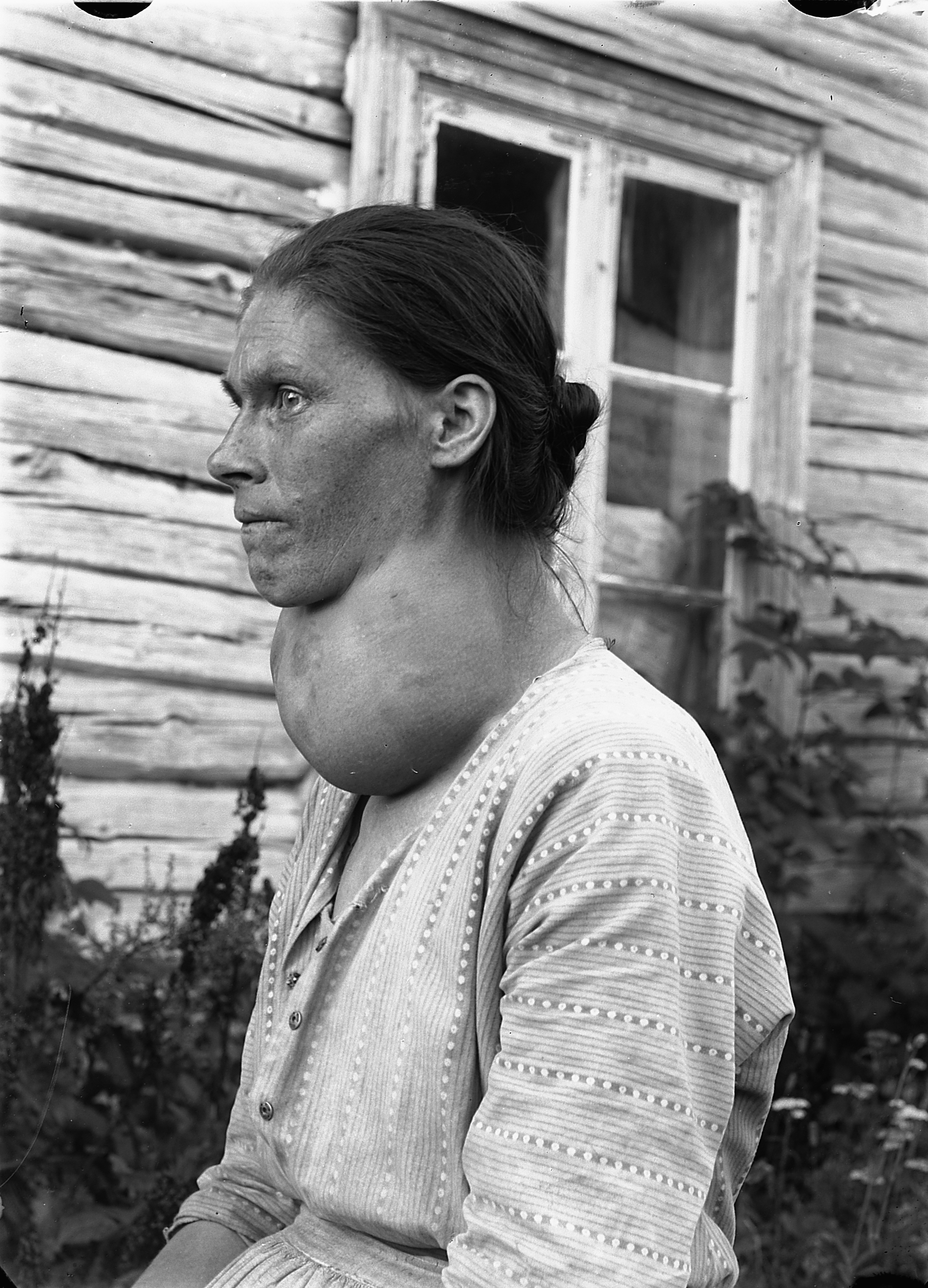
클래스 III